# 阿的勒算端
阿的勒算端（Adil-Sultan，?—?），算端就是苏丹的意思，察合台汗国分裂后，西部第4代可汗，麻哈没的之子。也里牙思火者退回蒙兀儿斯坦后，加兹罕的孙子忽辛在河中地区拥立的新汗，察合台汗国重新分裂。阿的勒算端在位时间很短，忽辛将他废黜，另立合不勒沙为可汗。
| 前任： 秃忽鲁帖木儿 | 西察合台汗国君主 1363年 | 繼任： 合不勒沙 |